# El yesquero

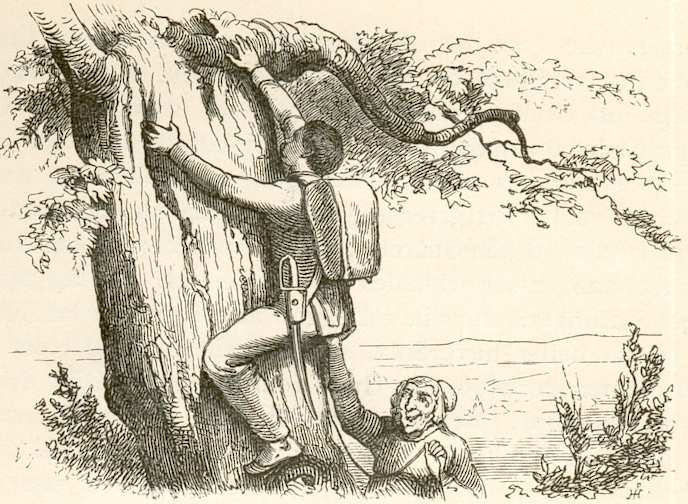
El soldado, el árbol y la bruja. Obra del primer ilustrador de Andersen: Vilhelm Pedersen (1820 - 1859).

El yesquero o El mechero de yesca (Fyrtøiet) es un cuento de hadas de Hans Christian Andersen sobre un soldado que adquiere un yesquero mágico capaz de convocar a tres perros de gran alcance para hacer su voluntad. Cuando el soldado convoca a los perros para que transporten a la princesa a dormir a su habitación, es condenado a muerte, pero astutamente convoca a los perros para salvar su vida.
El cuento, que es el n.º 1 de la colección de Andersen, corresponde al tipo 562 de la clasificación de Aarne-Thompson: El espíritu de la luz azul.
La historia tiene su origen en un cuento popular escandinavo que Andersen aprendió en su infancia, pero se han observado similitudes con Aladino y la lámpara maravillosa y otros cuentos. La historia fue uno de los primeros cuentos de hadas de Andersen, y fue publicada por CA Reitzel en Copenhague, Dinamarca, el 8 de mayo de 1835 en un folleto de bajo costo con tres otros cuentos de Andersen. Los cuatro cuentos no fueron recibidos favorablemente por los críticos daneses, a los que no les gustaba su forma informal, el estilo comunicativo y la falta de moral. En 1946, El yesquero, fue la base para la primera película animada de Dinamarca, y en 2007, de un ballet con vestuario y escenografía diseñados por la reina Margarita II.

## Argumento
La historia comienza con un soldado subiendo al hueco de un árbol para recuperar un yesquero mágico a instancias de una hechicera. En el árbol, se encuentra con tres cámaras llenas de monedas preciosas custodiadas por tres perros monstruosos. El soldado llena sus bolsillos con dinero, se encuentra el yesquero, y regresa hacia la hechicera. Cuando ella está a punto de accionar el yesquero a su beneficio, el soldado se lo arrebata y se lo lleva consigo.
En la escena siguiente, el soldado entra en una gran ciudad, y se compra una ropa espléndida. Hace muchos amigos y vive en un apartamento magnífico. Cuando escucha acerca de una princesa que es mantenida en una torre a causa de una profecía que predijo su matrimonio con un soldado común, su interés se despierta y quiere verla, pero se da cuenta de que su capricho no puede ser satisfecho. Con el tiempo, el dinero del soldado se agota y se ve obligado a vivir en un desván oscuro. Golpea el polvorín a la luz de la habitación, y uno de los perros se le aparece. El soldado entonces descubre que puede convocar a los tres perros y ordenarles que le trajeran el dinero de su vivienda subterránea.
Una noche, recuerda la historia de la princesa encerrada en la torre, y los deseos de verla. Golpea el polvorín y envía a uno de los perros para llevarla a su apartamento. El soldado está abrumado por su belleza, la besa y le ordena al perro a su regreso a la torre. A la mañana siguiente, la princesa le dice a sus padres que ha tenido un extraño sueño y se relaciona con la aventura de la noche. Cuando la princesa se deja llevar de nuevo, sin éxito, utiliza un rastro de harina y marcas de tiza en las puertas del vecindario para ver dónde pasa sus noches. Finalmente, su paradero es descubierto y el soldado acaba encarcelado y condenado a muerte.
En el día de la ejecución, el soldado envía un niño por su polvorín, y, en el patíbulo, pide fumar un cigarrillo pasado. Luego, golpea el polvorín y los tres perros monstruosos aparecen. Echan al juez,a los concejales y al rey y a la reina en el aire. Todos quedan hechos pedazos cuando se caen a la tierra. El soldado y la princesa se casan, y los perros asisten a la fiesta de bodas.